# Heinrich Lange (Jurist)
Heinrich Lange (* 25. März 1900 in Leipzig; † 10. September 1977 in Starnberg) war ein deutscher Zivilrechtler.

## Ausbildung
Der Sohn eines Bankprokuristen besuchte die höhere Bürgerschule Leipzig. Ab 1910 war er Schüler des Königin-Carola-Gymnasium, wo er, nach einem Kriegseinsatz, 1919 das Abitur ablegte. Danach studierte er Rechtswissenschaften an den Universitäten Leipzig und München. 1922 legte er seine erste juristische Staatsprüfung ab. Am 28. Mai 1925 erfolgte die Promotion an der Universität Leipzig. Nach erfolgreicher zweiter juristischer Staatsprüfung am 15. Februar 1926 trat er in den Justizdienst Sachsens über. Zugleich war er Assistent bei Heinrich Siber, bei dem er sich am 19. Dezember 1929 habilitierte. Im Jahr 1929 wurde Lange Landgerichtsrat. Im darauffolgenden Jahr habilitierte er sich. Den Liberalismus und die Weimarer Demokratie lehnte Lange ab. 1931/32 war er Mitglied des Stahlhelms.

## Zeit des Nationalsozialismus
Lange war auch ein eingefleischter Antisemit. So äußerte er im Jahr 1935 in einem Zeitschriftenaufsatz mit folgenden Worten, dass die Juden bis 1933 die humanistische Universität zerstört hätten:

„Dem einen bot so die Welt der reinen Wissenschaft eine Zufluchtsstätte, die ihn seine Verbundenheit mit dem Wirtsvolke vergessen ließ ... Das Judentum drang in die Fakultäten ein, breitete sich aus, schwoll an, ein Golem, erst Diener, dann Genosse, schließlich Herrscher ... Der eine [der Deutsche] diente selbstlos, eine Famulusnatur, der andere [der „Jude“] aus Berechnung:  Diese [„die Juden“ ]" umschwärmten den Meister, verstanden es, ihm nach dem Munde zu reden. Der deutsche Student hielt sich im Hintergrunde, er leistete dasselbe, war aber schamhafter und verschloß eine Verehrung im Herzen, die der andere auf der Zunge trug.“

Bereits zum 1. November 1932 trat Lange der NSDAP bei (Mitgliedsnummer 1.376.823). Mit dem Beginn der NS-Herrschaft beschleunigte sich seine Karriere. Im August 1933 wurde er Referent im sächsischen Volksbildungsministerium. Als solcher war er maßgeblich an der Entlassung zahlreicher Professoren beteiligt, welche die neuen Machthaber nicht mehr an den Universitäten haben wollten. Zu den Entlassenen gehörte zum Beispiel Erwin Jacobi, der erst 1946 an die Universität Leipzig zurückkehren konnte. Lange wurde 1934 Professor an der Universität Breslau, die zu einer nationalsozialistischen Stoßtruppuniversität umgestaltet werden sollte. Ab 1939 war er Professor an der Universität München.
Lange gehörte 1933 zu den Gründungsmitgliedern der nationalsozialistischen Akademie für Deutsches Recht. Dort war er Vorsitzender des Erbrechtsausschusses, dem auch sein Schüler Horst Bartholomeyczik angehörte. Über die Akademie propagierte er den Plan für ein neues „Volksgesetzbuch“ als Kodifikation des nationalsozialistischen Zivilrechts. Im Herbst 1939 schied Lange allerdings nach Meinungsverschiedenheiten mit dem Präsidenten der Akademie Hans Frank aus dieser aus.
Lange war neben Carl Schmitt und anderen an der nationalsozialistischen Diskussion über die Selbstbezeichnung des NS-Staats als nationalsozialistischer deutscher Rechtsstaat beteiligt. Lange gehörte auch zur Kieler Schule der NS-Rechtswissenschaft und hielt Vorträge im Kitzeberger Lager.

## Leben nach 1945
Mit dem Ende der NS-Herrschaft musste Lange die Universität wegen seiner nationalsozialistischen Vergangenheit verlassen. Im Spruchkammerverfahren wurde er 1948 zunächst als Mitläufer, 1949 als „Entlasteter“ eingestuft. Bereits 1951 wurde Lange wieder als Professor an die Universität Saarbrücken und zwei Jahre später an die Universität Würzburg berufen. Dort verblieb er bis zu seiner Emeritierung im Jahre 1967.

## Veröffentlichungen (Auswahl)
- Das kausale Element im Tatbestand der klassischen Eigentumstradition. Weicher, Leipzig 1930.
- Liberalismus, Nationalsozialismus und bürgerliches Recht. Ein Vortrag. Mohr, Tübingen 1933.
- Vom Gesetzesstaat zum Rechtsstaat. Hanseatische Verlagsanstalt, Hamburg / Mohr, Tübingen 1934 (Vortrag am 19. November 1934 vor der Bezirksgruppe Breslau des Bundes Nationalsozialistischer deutscher Juristen).
- Vom alten zum neuen Schuldrecht. Hanseatische Verlagsanstalt, Hamburg 1934.
- Das Recht des Testamentes. Denkschrift des Erbrechtsausschusses der Akademie für Deutsches Recht. Mohr, Tübingen 1937 (= Arbeitsberichte der Akademie für Deutsches Recht, Nr. 4).
- Boden, Ware und Geld. In fünf Bänden. Mohr, Tübingen 1937–1944.
- Das Verbot der Berufsausübung im Mittelalter. Ein Beitrag zur Geschichte des Ständestrafrechts. Böhlau, Weimar 1940 (zugleich: Jena, Rechts- u. wirtschaftswiss. Diss. 1939).
- Erwerb, Sicherung und Abwicklung der Erbschaft. 4. Denkschrift des Erbrechtsausschusses der Akademie für Deutsches Recht. Mohr, Tübingen 1940 (= Arbeitsberichte der Akademie für Deutsches Recht, Nr. 15).
- Die Entwicklung der Wissenschaft vom Bürgerlichen Recht seit 1933. Eine Privatrechtsgeschichte der neuesten Zeit. Mohr, Tübingen 1941.
- BGB. Allgemeiner Teil. Ein Studienbuch. Beck, München/Berlin 1952, 17. Auflage 1980.
- Lehrbuch des Erbrechts, Beck, München/Berlin 1962, 5. Auflage 2001.

### Zeitschriftenaufsätze (Auswahl)
- Der Verfall des Persönlichkeitsgedankens an der deutschen Hochschule. In: Deutsche Juristen-Zeitung, 40. Jahrgang, 1935, Heft 7, Sp. 406–411.